# Myrmecozela hispanella
Myrmecozela hispanella är en fjärilsart som beskrevs av Aleksei Konstantinovich Zagulajev 1971. Myrmecozela hispanella ingår i släktet Myrmecozela och familjen äkta malar.
Artens utbredningsområde är Spanien. Inga underarter finns listade i Catalogue of Life.